# Le Gorafi
Ne doit pas être confondu avec Le Figaro ou Le Gora.
Le Gorafi (anagramme de « Le Figaro ») est un site d'information parodique français, créé en mai 2012 durant la campagne présidentielle française sur le modèle de The Onion, journal satirique américain de fausses informations. Il a aussi été comparé à Infos du Monde et à L'Examineur. Jusqu'en 2018, le site présentait une dimension interactive permettant aux lecteurs de réagir en commentant les articles, comme dans certains sites d'information. Les internautes eux-mêmes agissaient de façon parodique : langage SMS, utilisation inappropriée des majuscules, faux trolls ou militants politiques.
L'identité des rédacteurs était inconnue jusqu'en janvier 2014, date à laquelle les deux créateurs — Pablo Mira et Sébastien Liebus —  se font connaître dans les médias.

## Histoire

### Premiers pas
« Le Gorafi » a d'abord été un simple fil Twitter débuté en février 2012, pendant la campagne présidentielle française, avant d'être transposé sous la forme d'un blog en mai 2012, puis de subir une refonte en septembre 2012 en devenant un site web,. Depuis, plusieurs de ses articles ont été relayés dans la presse, notamment celui portant sur un supposé nouveau défi relevé par Felix Baumgartner, qui aurait décidé d'effectuer la traversée en solitaire de l'Île-de-France en RER B, ou encore celui concernant la démission de l'écharpe de Christophe Barbier, article démenti ensuite de manière humoristique par l'intéressé.

### Une institution du web
Le site présente le journal comme datant de 1826, issu d'une scission après un conflit d'intérêts au sein de la rédaction du quotidien Le Figaro et nommé « Gorafi » du fait de la dyslexie de son fondateur Jean-René Buissière. Les contenus sont comparés à la « Page Pute » de Brain Magazine, au site humoristique Bilboquet magazine,, ou à un autre collectif satirique présent sur Twitter et Facebook, l'Humour de droite. Le Gorafi revendiquait plus de 400 000 visiteurs uniques en février 2013 et dépasse régulièrement les 900 000 visiteurs uniques par mois en juin 2013 d'après Les Inrocks.
En janvier 2014, L'Année du Gorafi 2013 est publiée aux éditions Denoël. 
En novembre 2014, paraît L'Année du Gorafi 2. Les auteurs sont invités dans l'émission radio de critique des médias L'Instant M de France Inter, où, durant un quart d'heure, ils se dévoilent.
Le 31 août 2015, vers 9 heures, Le Gorafi a créé un « faux bad buzz » en affichant une redirection temporaire avec un message « Le Gorafi, c'est fini, merci de votre fidélité. » Il s'agissait d'un « coup de pub pour sa nouvelle plateforme »,.
Jusqu'en 2018, le site du Gorafi permettait aux lecteurs de commenter les articles dans une section nommée « avis éclairés ». Les contributions étaient essentiellement humoristiques (jeux de mots, reprise ou continuation de l'article) de façon parfois involontaire lorsque des utilisateurs commentaient sans connaître le caractère satirique du site. Toutefois, ce service n'est plus proposé par le site du Gorafi.
En 2021, face à l'accumulation de scandales et d'erreurs de communication du gouvernement Macron selon le sociologue Frédéric Lordon, ce dernier publie un essai titré Critique de la raison gorafique, dans lequel il déplore que la réalité politique française dépasse petit à petit la satire que tente d'en faire le site. La même semaine, le site Arrêt sur images titre « Le blues du Gorafi », affirmant que « Le Gorafi est dépassé par la réalité », et que l'actualité politique est définitivement devenue « gorafique ».

### Évolution commerciale et rachat
Le Gorafi devient une vraie société commerciale en 2013 et dispose d'une équipe d'une dizaine de rédacteurs. En 2017, Sébastien Liébus et Pablo Mira sont respectivement actionnaires du Gorafi à hauteur de 51 et 49 % de parts. Pablo Mira rapporte en 2019 avoir cessé de contribuer à la rédaction du Gorafi « faute de temps » après avoir rédigé plus de 600 articles pour le site, mais il affirme avoir gardé « la casquette de directeur général ».
En novembre 2021, le site est racheté par DC Company, une société d'investisseurs spécialisés dans le numérique, afin de pérenniser le média satirique en développant notamment de nouveaux formats vidéo mais aussi du « contenu pour les marques », soit du contenu promotionnel. Ce rachat suscite des réactions, notamment des internautes, certains estimant que ce rachat nuit à l'indépendance éditoriale du site. Vincent Flibustier de Nordpresse, un autre média en ligne parodique, estime par exemple que « Le Gorafi a été revendu à des pigeons qui pensent pouvoir faire des fortunes avec des articles sponsorisés sur lesquels personne ne cliquera ». De leur côté, les fondateurs du Gorafi répondent que le rachat ne nuira pas à leur ligne éditoriale. En 2024, DC Company lance un JT hebdomadaire sur M6+. 

## Supports
Les articles du Gorafi sont publiés principalement sur son site, et répartis entre différentes rubriques (politique, société, sciences, éco, etc.) comme pour certains sites d'informations authentiques. On peut également lire des faux horoscopes et visionner de courtes vidéos. Le journal possède également des comptes Facebook, Instagram, Twitter et YouTube. Ce dernier n'est plus en activité mais a publié entre septembre 2016 et août 2017 40 vidéos qui totalisent 292 000 vues (en novembre 2019). Tous les ans depuis 2014, une sélection d'articles est publié en livres L'Année du Gorafi, mais l'édition 2017 ne comporte que des articles inédits.
Les revenus de l'entreprise sont assurés par la vente des livres, la présence de nombreuses publicités sur le site ainsi que par des articles publicitaires sponsorisés[source insuffisante].

## Télévision

### Passage dansLe Grand Journal
Du printemps 2014 à juin 2015, Le Gorafi anime une chronique du Grand Journal, de deux à trois fois par semaine, le plus souvent le lundi (« le lundi, c'est Gorafi », dixit Antoine de Caunes), le mercredi et le vendredi. Les émissions se basent sur une ou deux chroniques développées autour d'une thématique chacune. La première thématique fait l'objet d'un traitement d'une actualité détournée ou décalée présentée sur un ton satirique par l'un des deux cofondateurs du Gorafi : Pablo Mira, d'une durée allant de deux à quatre minutes. Ce dernier rebondit parfois sur un deuxième sujet qui, celui-ci, est augmenté d'une enquête sous forme de reportage avec des images vidéo, illustrée par des micro-trottoirs ou des avis d'experts.

### L'Année du Gorafi
Le 1er janvier 2016, Le Gorafi anime une émission parodique rétrospective de l'actualité de l'année écoulée. Présenté par Pablo Mira, le programme est une caricature de journal télévisé de chaîne d'information en continu, alternant faux reportages et lancements en plateau.

### Le JT du Gorafi sur M6+
Du 17 mai 2024 au 11 octobre 2024, la plateforme M6+ propose chaque vendredi une édition du JT du Gorafi,.

## Faits notables

### Relais d'articles par des personnalités et dans la presse
Plusieurs articles du Gorafi ont été pris au sérieux par des lecteurs crédules, et certains ont même eu un écho dans la presse traditionnelle,.
Outre l'article très relayé sur Baumgartner, un autre article s'est retrouvé au centre des attentions, celui sur un homme qui aurait été placé en garde à vue à la suite d'une attitude trop polie dans le métro parisien, L'Indépendant relaie ainsi que « quelques sites nationaux parmi les plus réputés ont ainsi été pris dans le piège tendu par Le Gorafi », soulignant que peu de monde semble lire les avertissements du site et indiquant que les articles sont repris comme de véritables informations.
En mars 2013, un faux reportage du Gorafi sur une boulangère toulousaine qui aurait fusillé un client lui demandant un pain au chocolat crée une polémique parmi des lecteurs ayant cru la nouvelle véridique, et suscite alors des commentaires dans la presse régionale sur la montée de la délinquance à Toulouse et des condamnations des supposés agissements de la boulangère,.
Malgré ces reprises, les rédacteurs du Gorafi interrogés par Télérama ont expliqué « ne pas se sentir responsables de la crédulité des gens ». Le caractère humoristique des articles est indiqué dans la page « À propos » du site.
En septembre 2013, l'agence de presse italienne de la ANSA, reprend un faux sondage du Gorafi qui stipule que « 89 % des hommes [français] pensent que le clitoris est un modèle de Toyota ». Cette fausse information est relayée par plusieurs journaux italiens comme le Corriere della Sera ou L'Unione Sarda.
Le 3 février 2014, l'ancienne ministre Christine Boutin a cité — très sérieusement — à la télévision un tweet publié ce même jour par le Gorafi. Interrogée sur le report de la loi sur la Famille, la présidente d'honneur du Parti chrétien-démocrate a justifié ses propos par un « petit papier » expliquant que le gouvernement parle de « Stratégie provisoire d'avancement à potentialité différée », un élément de langage inventé par le site parodique. Le « président du Directoire du Gorafi News Network » s'en est d'ailleurs amusé en lui offrant un exemplaire de L'Année du Gorafi 2013.
Le 14 février 2017, le quotidien généraliste algérien El Hayat reprend en une un article du Gorafi titrant : « Le Pen : Je vais construire un mur entre nous et l'Algérie et cette dernière va le financer ».
Le 20 avril 2017, un article de Atlantico reprend un canular du Gorafi affirmant que Jean-Luc Mélenchon possède un jet privé en le mélangeant avec une vraie information sur un voyage en avion du même homme.

### Traitement des attentats terroristes en France
Au lendemain des attentats de janvier 2015, plusieurs chroniqueurs du Gorafi utilisent leur temps d'antenne dans Le Grand Journal pour partager un hommage avec leur public. Mais s'appuyant sur une analyse de l'activité du Gorafi et du Petit journal, la rédaction Big Browser du journal Le Monde souligne la présence d'un humour disséminé « par bribes », et dont le « cynisme n'est pas absent », dans les jours qui ont suivi les attentats du 13 novembre 2015 en France,.

## Livres
- Pablo Mira et Sébastien Liebus (préf. Jean-François Buissière), L'Année du Gorafi 2013, vol. 1, Paris, éditions Denoël, coll. « Impacts », 16 janvier 2014, 240 p., 11,5 × 19 cm (ISBN 978-2-207-11716-3, OCLC 881042032, BNF 44345202, présentation en ligne).
- L'Année du Gorafi N° 2, 2014.
- L'Année du Gorafi, N°3, 2015, Denoël.
- Le Gorafi de l'année 2017
- Encyclopédie du Gorafi, 2017
- Le Meilleur du Gorafi, N°1 à 4 (2015-2018)
- Almanach 2019 du Gorafi